# Caroline von Hannover

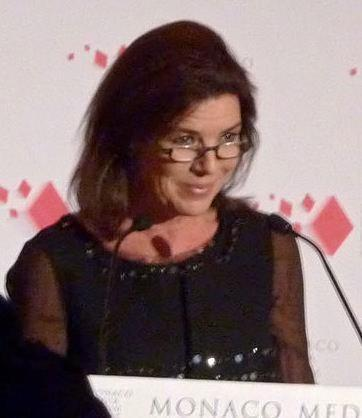
Caroline von Hannover (2009)

Caroline von Hannover, kurz für Caroline Louise Marguerite, Prinzessin von Monaco, Prinzessin von Hannover, geboren am 23. Januar 1957 als Caroline Louise Marguerite Grimaldi in Monaco, ist die Tochter von Fürst Rainier III. von Monaco und seiner Frau, Fürstin Gracia Patricia (Grace Kelly), und Schwester des heutigen Fürsten Albert II. von Monaco und von Stéphanie von Monaco. Sie stammt aus dem Adelsgeschlecht der Grimaldi, die, aus Genua stammend, seit 1297 über das Fürstentum Monaco herrschen. In der Öffentlichkeit wird Caroline seit ihrer Kindheit kurz Caroline von Monaco und Prinzessin Caroline genannt.

## Leben
Caroline Grimaldi wurde in Monaco geboren, wo sie auch aufwuchs. Sie ist römisch-katholisch. Einen Teil ihrer Schulzeit verbrachte sie im Internat St. Mary’s School in Ascot (England). Im Jahr 1974 erwarb sie die Hochschulreife (Abitur) und schrieb sich anschließend am Institut d’études politiques (Sciences Po) in Paris ein, an dem sie das Vorbereitungsjahr (Classe préparatoire) absolvierte, ehe sie ein Philosophiestudium an der Sorbonne aufnahm, das sie mit der Licence abschloss. Sie studierte auch Psychologie und Biologie. Sie spricht Französisch, Englisch, Deutsch, Spanisch, Italienisch und Monegassisch und verfügt über Latein- und Altgriechischkenntnisse.
Caroline Grimaldi heiratete am 28. Juni 1978 in Monaco den Finanzmakler Philippe Junot, den sie im Pariser Nachtleben kennengelernt hatte und von dem sie bereits am 9. Oktober 1980 geschieden wurde. Erst am 2. Februar 1992 wurde die Ehe von der römisch-katholischen Kirche für nichtig erklärt.
Carolines Mutter, Fürstin Gracia Patricia, starb 1982 an den Folgen eines Verkehrsunfalls. Von da an übernahm Prinzessin Caroline die Rolle der Landesmutter an der Seite und in Vertretung ihres nicht wiederverheirateten Vaters, Fürst Rainier, und widmete sich repräsentativen und wohltätigen Aufgaben im Fürstentum. 
Am 29. Dezember 1983 heiratete Caroline von Monaco den italienischen Unternehmersohn Stefano Casiraghi. Aus dieser Ehe gingen drei Kinder hervor:
- Andrea Albert Pierre (* 8. Juni 1984)
- Charlotte Marie Pomeline (* 3. August 1986) und
- Pierre Rainier Stefano (* 5. September 1987).

Stefano Casiraghi kam 1990 bei einem Bootsunfall während der Off-Shore-Weltmeisterschaft vor Cap Ferrat ums Leben.
Von 1990 bis 1995 war Caroline mit dem französischen Filmschauspieler Vincent Lindon liiert. 
Seit dem 23. Januar 1999 ist sie in dritter Ehe mit Ernst August Prinz von Hannover verheiratet. Aus dieser Ehe stammt eine Tochter:
- Alexandra Charlotte Ulrike Maryam Virginia Prinzessin von Hannover (* 20. Juli 1999).

Caroline und Ernst August leben getrennt.

## Monegassische Thronfolge
Caroline Grimaldi stand zum Zeitpunkt ihrer Geburt auf Platz eins der monegassischen Thronfolge, den sie ein Jahr später bei der Geburt ihres Bruders Albert zugunsten des ältesten männlichen Erben verlor.
Nach dem Tod ihres Vaters, Rainier III., und der Thronbesteigung ihres Bruders Albert im Jahr 2005 war Caroline erneut nächste Anwärterin auf den monegassischen Thron im Falle des Todes des amtierenden Fürsten und trug den Titel einer Erbprinzessin (princesse héréditaire). Diesen verlor sie durch die Geburt der Zwillingskinder Fürst Alberts im Dezember 2014. Derzeit steht sie auf Platz drei der monegassischen Thronfolge.

## Prinzessin Caroline und die Medien
Das Privatleben der Prinzessin war und ist beständig Gegenstand der Berichterstattung der internationalen Boulevardpresse. Seit Beginn der 1990er Jahre ging die Prinzessin mit Hilfe von Anwälten konsequent gegen Veröffentlichungen von Paparazzi-Fotografien aus ihrem Privatleben vor. Es kam zu mehreren Prozessen, die sich teilweise durch alle Instanzen bis hin zum Bundesgerichtshof, dem Bundesverfassungsgericht und dem Europäischen Gerichtshof für Menschenrechte zogen. Einige Urteile gingen als Caroline-Urteile in die Rechtsgeschichte ein.
Ein vom Europäischen Gerichtshof für Menschenrechte 2004 gefälltes Urteil brachte für die europäische Boulevardpresse erhebliche Einschränkungen bezüglich der Berichterstattung über Details aus dem Privatleben Prominenter. Aus dem Urteil leitete sich u. a. ein Schadensersatzanspruch von Prinzessin Caroline gegen die Bundesrepublik Deutschland ab, da die deutschen Gerichte in den vorhergehenden Prozessen die Persönlichkeitsrechte der Prinzessin und ihrer Familie nicht ausreichend geschützt hätten. Über die Höhe des Schadenersatzes wurde ein Vergleich geschlossen. Im Jahr 2005 erhielt Caroline insgesamt 115.000 Euro von der Bundesrepublik Deutschland.

## Hoheitszeichen
Caroline von Hannover führt ein Wappen und ein royales Monogramm.

Wappen
Royales Monogramm

## Titel
- Ihre Königliche Hoheit Prinzessin Caroline von Hannover (Höflichkeitstitel, seit 1999)

(französisch: Son Altesse royale la princesse Caroline de Hanovre)
- Ihre Durchlaucht die Erbprinzessin von Monaco (1957–1958, 2005–2014)

(französisch: Son Altesse sérénissime la princesse héréditaire de Monaco)
- Ihre Durchlaucht Prinzessin Caroline von Monaco (1958–2005, seit 2014)

(französisch: Son Altesse sérénissime la princesse Caroline de Monaco)

## Abstammung
| Ahnentafel von Prinzessin Caroline von Hannover                                        | Ahnentafel von Prinzessin Caroline von Hannover                                           | Ahnentafel von Prinzessin Caroline von Hannover                                           | Ahnentafel von Prinzessin Caroline von Hannover                                           | Ahnentafel von Prinzessin Caroline von Hannover                                           | Ahnentafel von Prinzessin Caroline von Hannover                            | Ahnentafel von Prinzessin Caroline von Hannover                            | Ahnentafel von Prinzessin Caroline von Hannover                                           | Ahnentafel von Prinzessin Caroline von Hannover                            |
| -------------------------------------------------------------------------------------- | ----------------------------------------------------------------------------------------- | ----------------------------------------------------------------------------------------- | ----------------------------------------------------------------------------------------- | ----------------------------------------------------------------------------------------- | -------------------------------------------------------------------------- | -------------------------------------------------------------------------- | ----------------------------------------------------------------------------------------- | -------------------------------------------------------------------------- |
| Ururgroßeltern                                                                         | Graf Charles de Polignac (1824–1881) ⚭ 1851 Joséphine Lenormand de Morando (1828–1883)    | Isidro Fernando de La Torre y Gil (1816–?) ⚭ Luisa de Mier y Celis (1830–?)               | Fürst Albert I. (1848–1922) ⚭ 1869 Lady Mary Victoria Hamilton (1850–1922)                | Jacques Henri Louvet (1830–1910) ⚭ 1852 Joséphine Elmire Piedefer (1828–1871)             | Brian Kelly (1804–1889) ⚭ 1849 Honora Margaret McLaughlin (1821–1884)      | Walter Costello (1832–1910) ⚭ 1851 Anne Burke (1833–1882)                  | Johann Christian Karl Majer (1837–1885) ⚭ 1860 Luise Wilhelmine Mathilde Adam (1837–1904) | Georg Berg (1841–1908) ⚭ 1868 Elisabetha Röhrig (1843–1886)                |
| Urgroßeltern                                                                           | Graf Maxence de Polignac (1857–1936) ⚭ 1881 Suzanne de La Torre y Mier (1858–1913)        | Graf Maxence de Polignac (1857–1936) ⚭ 1881 Suzanne de La Torre y Mier (1858–1913)        | Fürst Louis II. (1870–1949) + Marie Juliette Louvet (1867–1930)                           | Fürst Louis II. (1870–1949) + Marie Juliette Louvet (1867–1930)                           | John Henry Kelly (1847–1897) ⚭ 1867 Mary Costello (1852–1926)              | John Henry Kelly (1847–1897) ⚭ 1867 Mary Costello (1852–1926)              | Karl Majer (1863–1922) ⚭ 1896 Margaretha Berg (1870–1949)                                 | Karl Majer (1863–1922) ⚭ 1896 Margaretha Berg (1870–1949)                  |
| Großeltern                                                                             | Graf Pierre de Polignac (1895–1964) ⚭ 1920 Erbprinzessin Charlotte von Monaco (1898–1977) | Graf Pierre de Polignac (1895–1964) ⚭ 1920 Erbprinzessin Charlotte von Monaco (1898–1977) | Graf Pierre de Polignac (1895–1964) ⚭ 1920 Erbprinzessin Charlotte von Monaco (1898–1977) | Graf Pierre de Polignac (1895–1964) ⚭ 1920 Erbprinzessin Charlotte von Monaco (1898–1977) | John Brendan Kelly (1889–1960) ⚭ 1924 Margaret Katherine Majer (1898–1990) | John Brendan Kelly (1889–1960) ⚭ 1924 Margaret Katherine Majer (1898–1990) | John Brendan Kelly (1889–1960) ⚭ 1924 Margaret Katherine Majer (1898–1990)                | John Brendan Kelly (1889–1960) ⚭ 1924 Margaret Katherine Majer (1898–1990) |
| Eltern                                                                                 | Fürst Rainier III. (1923–2005) ⚭ 1956 Grace Patricia Kelly (1929–1982)                    | Fürst Rainier III. (1923–2005) ⚭ 1956 Grace Patricia Kelly (1929–1982)                    | Fürst Rainier III. (1923–2005) ⚭ 1956 Grace Patricia Kelly (1929–1982)                    | Fürst Rainier III. (1923–2005) ⚭ 1956 Grace Patricia Kelly (1929–1982)                    | Fürst Rainier III. (1923–2005) ⚭ 1956 Grace Patricia Kelly (1929–1982)     | Fürst Rainier III. (1923–2005) ⚭ 1956 Grace Patricia Kelly (1929–1982)     | Fürst Rainier III. (1923–2005) ⚭ 1956 Grace Patricia Kelly (1929–1982)                    | Fürst Rainier III. (1923–2005) ⚭ 1956 Grace Patricia Kelly (1929–1982)     |
| Prinzessin Caroline von Monaco (* 1957), durch Heirat Prinzessin Caroline von Hannover |                                                                                           |                                                                                           |                                                                                           |                                                                                           |                                                                            |                                                                            |                                                                                           |                                                                            |